# Partido Acción Ciudadana (Nicaragua)
El Partido Acción Ciudadana (PAC) es un partido político nicaragüense que forma parte junto a otros partidos al Frente Amplio por la Democracia (FAD) quien es la principal estructura opositora a los gobiernos del Frente Sandinista de Liberación Nacional (FSLN) presididos por Daniel Ortega. Entre 2005 y 2006 formó parte de la Alianza Herty 2006 luego Movimiento Renovador Sandinista que respaldaba la candidatura presidencial de Herty Lewites.
A partir de 2015 el Partido Acción Ciudadana tuvo una disputa entre dos facciones que reclamaban ser el liderazgo oficial, una encabezada por Moisés Hassan y otra por Mario Lionnet Valenti, este último acusado de estar ligado al gobierno de Daniel Ortega En 2016 la Corte Suprema de Justicia de Nicaragua declaró a ambas dirigencias como ilegales anulando todas las asambleas del partido, al igual que con otros partidos opositores, imposibilitando a la agrupación de participar en las elecciones de 2016.